# Паралактична полігонометрія
Паралактична полігонометрія — спосіб прокладання полігонометричного ходу з визначенням довжини сторін паралактичним методом — побудовою на кожній стороні паралактичної ланки, виміром на ній малих кутів, протилежних базисові, і обчисленням довжини сторони. П.п. застосовується на ділянках місцевості з нерівною, порізаною поверхнею, де вимір довжини іншими способами утруднено.
Паралактична ланка — фігура у вигляді витягнутого ромба або трикутника, у якій довга діагональ або сторона є обумовлена, а перпендикулярна до неї коротка — базисом відомої довжини. Малі кути, під якими базис видний з кінців обумовленої сторони, називаються параллктичними. Вони виміряються з високою точністю. Найбільш розповсюдженою є ланка паралактична з базисом, розташованим симетрично довгій діагоналі фігури.